# Tóth Erzsébet Fanni
Tóth Erzsébet Fanni (Komárom –) a bécsi Sigmund Freud Egyetem tanára, a Nemzetközi Pszichoterápiatudományok Doktori Iskola koordinátora.

## Tanulmányai
A dél-szlovákiai Komáromban született, Perbete községben nevelkedett, a Selye János Gimnáziumban tanult. Érettségi után elnyerte a hollandiai Utrechti Egyetem nemzetközi intézményének a University College Rooseveltnak a teljes egyetemi alapképzésre szóló ösztöndíjat, így BA-diplomáját pszichológia – kulturális antropológia szakon angol nyelven végezte. Ezt követően a budapesti Central European University köztársasági ösztöndíjasa lett, ahol szociológiát és szociokulturális antropológiát hallgatott. Doktori és posztdoktori tanulmányait Bécsben, a Sigmund Freud Egyetemen végezte.

## Szakmai tevékenysége
Számos nemzetközi kutatásba bekapcsolódott az évek során. A budapesti Központi Statisztikai Hivatal Népességtudományi Kutatóintézetében kezdte kutatói pályafutását, majd egy délkelet-európai migrációs projekt keretein belül (SEEMIG) együttműködött a pozsonyi INFOSTAT Demográfiai Kutatóintézetével is. Szakterülete a kvalitatív kutatásmódszertan és az identitás narratívainak elemzése. Érdekli továbbá a transzgenerációs trauma, a migráció és a társadalmi szerepek diskurzusainak változása.
Egyetemi oktatói munkájában bevezetett sikeres innovációiért 2020-ban az Osztrák Oktatási Minisztérium Ars Docendi  - A tanítás művészete díjra jelölte.

## Társadalmi szerepvállalása
Tóth Erzsébet Fanni jelentős társadalmi munkát is végez. 2017-ben Bécsben megalapította és azóta is vezeti a Lean in Femspace Egyesületet, melynek keretén belül több száz fős, ma már egész Európára kiterjedő közösséget szervezett, szakmai workshopokat, előadásokat, mentorprogramokat kínál olyan magyar nőknek, akik külföldre költözve szakmailag is szeretnének megújulni, továbbképezni magukat vagy vállalkozást alapítani. 
Nevéhez kötődik továbbá egy ma már 12 éve működő elbeszélt történelem (oral history) online projekt is, amelyet a szülőfalujában elő idős emberekkel történt helytörténeti kutatásaira alapozott, s amellyel nem titkolt célja, hogy a fiatalokat az online térben arra biztassa, hogy fedezzék fel saját családjaik történetét és tanuljanak a nagyszüleik, dédszüleik élettörténeteiből. A kezdeményezés a Facebookon Perbetei Életmesék néven megtalálható.
Zsűritagja volt a Budapesten 2023-ban felállítandó, háborúban megerőszakolt nők emlékműve nemzetközi bírálóbizottságának, rendszeres meghívottja különféle nemzetközi konferenciáknak és szakértői bizottságoknak. 

## Szerzői tevékenysége
2021 novemberében a budapesti Kulcslyuk kiadásában jelent meg doktori kutatására alapozva a beszÉLJ! – Hogyan tárjuk fel a családi múltat című könyve. A Vibók Ildi gyerekkönyvíró társszerzővel közösen jegyzett, Igor Lazin által illusztrált mű a magyar könyvpiacon egyedülálló, hiszen amellett, hogy egy kisgyermek szemszögén keresztül írja le a csehszlovákiai magyaroknak az Edvard Beneš nevéhez köthető, második világháborút követő deportálását és kényszermunkáját, tudományos kutatásokon alapuló kapaszkodókat is ad az olvasónak, aki a saját családja múltját fel szeretné tárni. Nem titkolt célja továbbá, hogy idősebb és fiatalabb generációkat kössön össze az olvasás és a beszélgetés által.
Kreatív írásaiért 2019-ben a magyarországi Terézanyu pályázat különdíjában részesült. 
Rendszeres társadalomtudományi szakértője a szlovákiai magyar Pátria Rádiónak, szakmai írásai az online és a nyomtatott sajtóban, például a szlovákiai magyarok hetilapjában, a Vasárnap magazinban is megtalálhatóak.